# 2006 en athlétisme
Chronologie de l'athlétisme
Les faits marquants de l'année 2006 en athlétisme

## Faits marquants

### Janvier
- 15 janvier: Haile Gebrselassie établit un nouveau record du monde de semi-marathon à Phoenix en réalisant 58 min 55 s.

### Mars
- 5 mars : L'équipe de France masculine remporte la coupe d'Europe en salle. La Russie s'impose chez les femmes.

### Avril
- 1er  au 2 avril: Championnats du monde de cross-country à Fukuoka. Kenenisa Bekele remporte ses 5e titres consécutifs sur le cross court et le cross long. Chez les féminines, ses compatriotes Tirunesh Dibaba et Gelete Burika remportent respectivement le cross long et le cross court.
- 9 avril : Marathon de Paris : victoire de l'Éthiopien Gashaw Melese en 2h08 min 03 s. Chez les femmes, victoire de la Russe Irina Timofeyeva.
- 17 avril : Marathon de Boston : victoire du Kényan Robert Kipkoech Cheruiyot en 2h 07 min 14 s, ce qui constitue le nouveau record de la course. Chez les femmes, victoire de sa compatriote Rita Jeptoo en 2 h 23 min 38 s.
- 23 avril : Marathon de Londres : victoire du Kényan Felix Limo en 2 h 6 min 39 s. Chez les femmes, victoire de l'Américaine Deena Kastor en  2 h 19 min 36 s.

### Mai
- 12 mai : Justin Gatlin réalise un temps annoncé à 9 s 76 (record du monde) sur 100 m, à Doha au Qatar. Ce temps est rectifié le 17 mai.
- 17 mai : le record du monde de Justin Gatlin est rectifié de 9 s 76 à 9 s 77. Le temps réel, 9 s 766 avait été arrondi à 9 s 76, alors que la règle de l'IAAF stipule que tout temps doit être arrondi au centième supérieur. Gatlin partage donc le record du monde avec Asafa Powell.

### Juin
- 3 juin : l'Éthiopienne Meseret Defar  bat le record du monde du 5 000 mètres en 14 min 24 s 53 lors du meeting de New York.
- 11 juin : lors du meeting de Gateshead, le co-recordman du monde du 100 mètres Asafa Powell a montré qu'il est bien le rival numéro un de Justin Gatlin en égalant à nouveau le record du monde de 9 s 77.
- 12 juin : la Russe Gulfiya Khanafeyeva établit un nouveau record du monde du marteau avec un jet de 77,26 m lors des championnats de Russie.
- 28 et 29 juin : Coupe d'Europe des nations d'athlétisme 2006, disputée à Malaga en Espagne : La France remporte la Coupe chez les hommes, tandis que la Russie remporte le titre chez les femmes.

### Juillet
- 11 juillet : Lausanne, Athletissima : Le Chinois Liu Xiang bat le record du monde du 110 m haies en 12 s 88[1].
- 29 juillet: Justin Gatlin annonce avoir été contrôlé positif à la testostérone pendant la réunion des Kansas Relays en avril[2].

### Août
- 18 août :  Weltklasse Zürich : Le Jamaïcain Asafa Powell égale à Zurich le record du monde du 100 mètres en 9 s 77 lors de cette étape de la Golden League 2006.
- 23 août: Justin Gatlin est suspendu pour la durée de huit ans par l'USADA.

### Septembre
- 3 septembre : Asafa Powell, Sanya Richards et Jeremy Wariner se partagent le jackpot de la Golden League en restant invaincus lors des 6 meetings.
- 17 septembre : championnat de France de semi-marathon à Roanne : victoire en individuel de Galmin en 1h 02 min 57 s et en équipe de l'Athleg

### Octobre
- 29 octobre : semi-marathon de Marseille-Cassis : victoire en individuel de John Kyui (Kényan) de l'équipe de cross de la Légion étrangère en 1 h 00 min 36 s chez les hommes et de Martha Komu (Kényane) en 1 h 12 min 34 s chez les femmes.

### Novembre
- 5 novembre,  marathon de New-York : le Brésilien Marilson Gomes dos Santos, pour sa première participation, bat tous les favoris en 2 h 09 min. Chez les femmes, la Lettone Jelena Prokopcuka confirme sa victoire de l'année précédente en 2 h 25 min 05 s.

## Compétitions

### Mondiales
| Compétition                               | Lieu       | Date                  |
| ----------------------------------------- | ---------- | --------------------- |
| Championnats du monde en salle            | Moscou     | 10 - 12 mars          |
| Jeux du Commonwealth                      | Melbourne  | 19 - 25 mars          |
| Championnats du monde de cross-country    | Fukuoka    | 1er - 2 avril         |
| Golden League                             | 6 meetings | 2 juin au 3 septembre |
| Championnats du monde juniors             | Pékin      | 15 - 20 août          |
| Finale mondiale de l'athlétisme           | Stuttgart  | 9 - 10 septembre      |
| Coupe du monde des nations                | Athènes    | 16 - 17 septembre     |
| Championnats du monde de course sur route | Debrecen   | 8 octobre             |
| Jeux de la Lusophonie                     | Macao      | 11 - 12 octobre       |

### Continentales

#### Afrique
| Compétition            | Lieu    | Date             |
| ---------------------- | ------- | ---------------- |
| Championnats d'Afrique | Bambous | 9 août - 13 août |

#### Amérique du Nord, centrale et Caraïbes
| Compétition                              | Lieu                 | Date            |
| ---------------------------------------- | -------------------- | --------------- |
| Jeux d'Amérique centrale et des Caraïbes | Carthagène des Indes | 25 - 29 juillet |

#### Amérique du Sud
| Compétition                    | Lieu  | Date                       |
| ------------------------------ | ----- | -------------------------- |
| Championnats d'Amérique du Sud | Tunja | 29 septembre - 1er octobre |

#### Asie
| Compétition                  | Lieu    | Date                    |
| ---------------------------- | ------- | ----------------------- |
| Championnats d'Asie en salle | Pattaya | 10 février - 12 février |

#### Europe
| Compétition                            | Lieu                   | Date         |
| -------------------------------------- | ---------------------- | ------------ |
| Coupe d'Europe des nations en salle    | Liévin                 | 5 mars       |
| Coupe d'Europe hivernale des lancers   | Tel Aviv               | 18 - 19 mars |
| Coupe d'Europe des nations             | Malaga                 | 28 - 29 juin |
| Championnats d'Europe                  | Göteborg               | 7 - 13 août  |
| Championnats d'Europe de cross-country | San Giorgio su Legnano | 10 décembre  |

#### Océanie
| Compétition            | Lieu | Date             |
| ---------------------- | ---- | ---------------- |
| Championnats d'Océanie | Apia | 12 - 16 décembre |

## Décès
- 3 février : Louis Jones, 74 ans, athlète américain.
- 8 février : Larry Black, 54 ans, athlète américain. (° 20 juillet 1951).
- 9 février : Ibolya Csák, 91 ans, athlète hongroise, championne olympique du saut en hauteur aux Jeux de Berlin en 1936. (° 20 juillet 1915).
- 8 mars : Teresa Ciepły, athlète polonaise, 68 ans
- 27 mai : Robert Parienté, 75 ans, journaliste sportif français. (° 19 septembre 1930).
- 9 septembre : Émilie Mondor, 25 ans, athlète québécoise spécialisée dans les courses de fond. (° 29 avril 1981).